# Pont Guthrie
Pour les articles homonymes, voir Guthrie.
Le pont Guthrie, situé dans la municipalité de Saint-Armand, comté de Missisquoi, apparait sur les armoiries de cette municipalité . Avec son tablier de 15 mètres de longueur, c'est le plus petit pont couvert de la province de Québec. Achevé en 1888,, il est probablement aussi le plus vieux pont couvert encore debout en 2021.
De type town intermédiaire, il enjambe le ruisseau Groat. Il est long de 15 mètres et large de 5,6 mètres. Les poutres sont retenues par des chevilles de bois, son revêtement est fait de planches verticales et sa toiture de bois est recouverte de tôle. Il se distingue par une ouverture latérale unique sous la sablière.